# Тур де Франс 1905
Тур де Франс 1905 — 3-я супервеломногодневка по дорогам Франции. По сравнению с предыдущим скандальным годом, гонку ожидали большие изменения: количество этапов было увеличено почти в 2 раза, их длина сокращена, а победитель определялся по очкам, а не по времени.

## Изменения
Анри Дегранж, сомневавшийся в целесообразности проведения гонки после скандалов предыдущей, серьёзно реорганизовал её. Количество этапов было увеличено с 6 до 11, их длина сокращена (каждый из этапов был короче 350 километров, в предыдущем же году столь малой дистанцией обладал лишь один этап). Целью было уменьшение езды в тёмное время суток, когда судьям было сложно контролировать чистоту борьбы. Победитель общего зачёта теперь определялся не по времени, а по штрафным очкам: победитель этапа получал 1 очко; остальные гонщики получали на 1 очко больше предыдущего финишировавшего спортсмена, плюс по 1 очку за каждые 5 минут отставания от него, но не более 10 штрафных очков за временное отставание, то есть в худшем случае на 11 очков больше, чем предыдущий финишировавший.
Кроме абсолютного зачёта теперь разыгрывалась классификация среди гонщиков, не имеющих права замены велосипеда в течение всей гонки. Впервые в маршрут вошли серьёзные горные подъёмы, 1246-метровый Коль Байар в Альпах Дофине и 1178-метровый Баллон д'Альсак в Вогезах со средним градиентом 5,2 %. Дегранж сомневался в возможности гонщиков преодолеть такие подъёмы, и включил их под личную ответственность своего помощника, предложившего эти горы. Первые 4 гонщика предыдущего Тура были дисквалифицированы на несколько лет, и не могли участвовать в гонке 1905 года; однако наказание для Ипполита Окутюрье было уменьшено до выговора, и он смог стартовать.

## Ход гонки

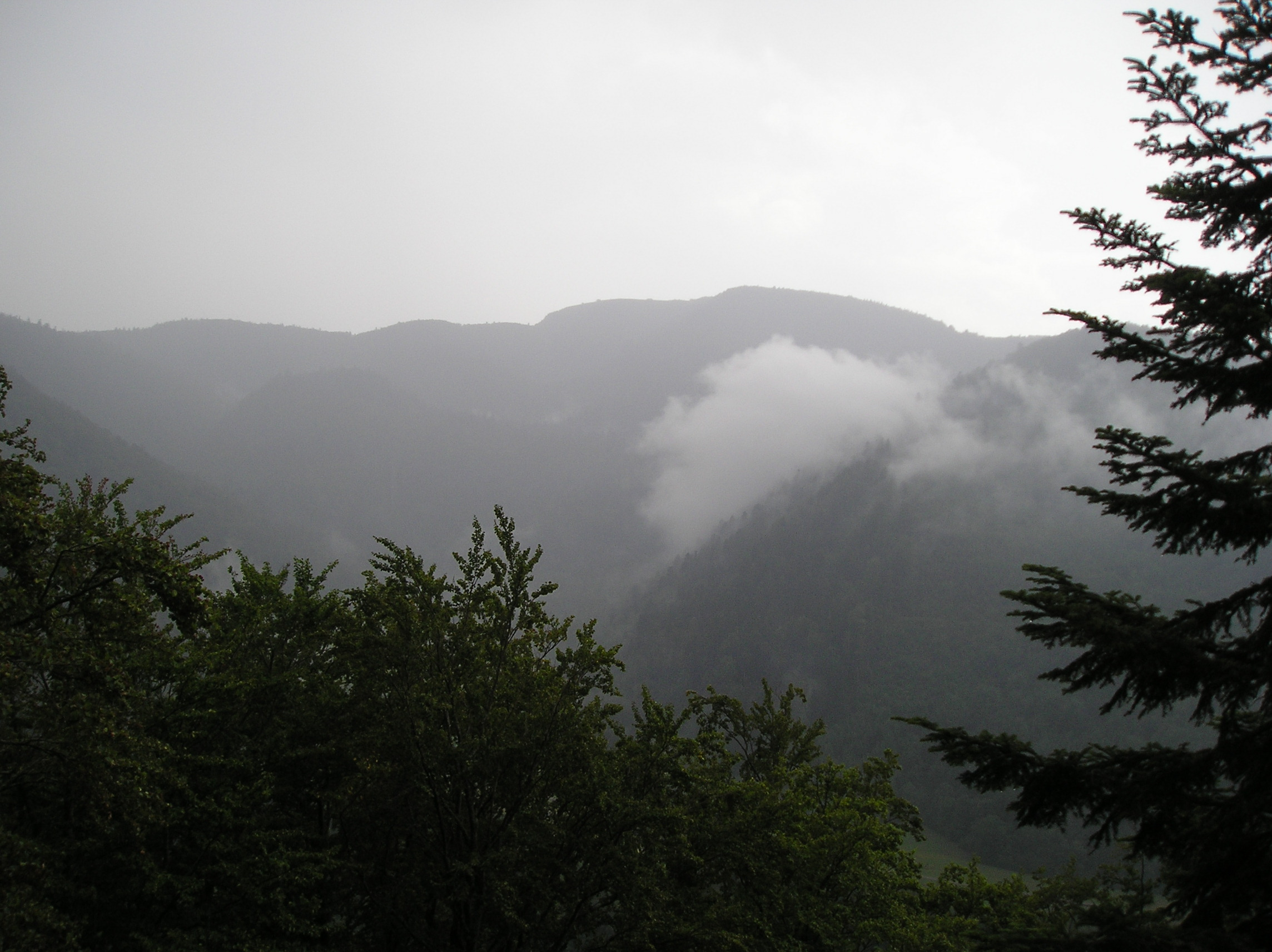
Первая гора Тур де Франс, Баллон д'Альсак

В гонке стартовали 60 гонщиков, лишь двое из которых были иностранцами, бельгийцами. До финиша в Париже добрались 24 из них, хотя уже на 1-м этапе в лимит времени уложились лишь 15: отголосками прошлогодних выходок болельщиков стали 125 килограмм гвоздей, рассыпанных на маршруте первого дня. Из всего пелотона лишь один гонщик избежал проколов; до финиша 15 гонщиков добрались в пределах лимита времени, ещё 15 вне лимита, оставшаяся половина доехала до Нанси на поезде. Организаторы пошли навстречу участникам, разрешив оплошавшим продолжить гонку с 75 штрафными очками у каждого. Победу же на этапе одержал военнослужащий французской армии Луи Трусселье, отпросившийся из своей части на сутки; после успеха его отпуск был продлён до конца Тур де Франс. На 2-м этапе участников ждала первая в истории Тура гора, Баллон д'Альсак. Первым на её вершину взобрался Рене Поттье, развивший при этом среднюю скорость 20 км/ч. На равнине его догнал Окутюрье, победивший на этапе, но Поттье перехватил лидерство в общем зачёте. Он также был назван первым «горным королём» Тур де Франс. Однако на 3-м этапе ему пришлось сойти из-за тендинита, а победитель этого этапа Трусселье снова вышел в лидеры.
4-й этап включал в себя альпийские подъёмы Кот де Лаффрей и Коль Байар. На них первенствовал Жульен Метрон, а на оставшейся дистанции горняка снова догнал Окутюрье, выигравший этап и сравнявшийся по очкам с Трусселье. Но на следующем этапе Трусселье выиграл, а Окутюрье финишировал лишь 12-м, слишком далеко для продолжения борьбы в общем зачёте. В начале 7-го этапа Трусселье проколол колесо, во время замены которого лидеры уехали далеко вперёд. Лишь перед самым Бордо он сумел их догнать, а в итоге и выиграть финиш. Из 11 этапов Трусселье выиграл 5, и закономерно стал победителем гонки. Он был обвинён в неспортивном поведении, когда якобы разбил чернильницу на контрольном пункте, чтобы не дать возможность соперникам там отметиться. Окутюрье закончил гонку вторым, Жан-Батист Дортиньяк, выигравший — третьим; только трое лучших гонщиков общего зачёта выигрывали этапы. Финишировавший 8-м в общем зачёте Филипп Потра стал лучшим в классификации гонщиков, не менявших велосипед.

## Последствия
Трусселье получил после гонки в качестве призовых 6950 франков, бо́льшую часть которых в тот же вечер прогулял с друзьями. Система очковой классификации была признана организаторами успешной, и применялась на Тур де Франс до 1913 года. В 1953 году, в 50-летний юбилей гонки, очковая классификация была восстановлена в качестве побочного зачёта, за который и в настоящее время борются лучшие спринтеры. Введение в маршрут горных подъёмов также стало положительным нововведением, в 1906 году в маршрут вошёл Массиф Сентраль, а ещё через несколько лет — сразу ряд этапов в Пиренеях и Альпах. В отличие от предыдущего года, никто из гонщиков не был дисквалифицирован. Организатор гонки, газета «L'Auto», снова праздновал успех, увеличив свой тираж до 100 тысяч.

## Результаты

### Этапы
| Этап | Дата    | Маршрут             | Тип          | Длина, км | Победитель                 | Лидер гонки         |
| ---- | ------- | ------------------- | ------------ | --------- | -------------------------- | ------------------- |
| 1    | 9 июля  | Париж — Нанси       | Равнинный    | 340       | Луи Трусселье (FRA)        | Луи Трусселье (FRA) |
| 2    | 11 июля | Нанси — Безансон    | Среднегорный | 299       | Ипполит Окутюрье (FRA)     | Рене Поттье (FRA)   |
| 3    | 14 июля | Безансон — Гренобль | Равнинный    | 327       | Луи Трусселье (FRA)        | Луи Трусселье (FRA) |
| 4    | 16 июля | Гренобль — Тулон    | Среднегорный | 348       | Ипполит Окутюрье (FRA)     | Луи Трусселье (FRA) |
| 5    | 18 июля | Тулон — Ним         | Равнинный    | 192       | Луи Трусселье (FRA)        | Луи Трусселье (FRA) |
| 6    | 20 июля | Ним — Тулуза        | Равнинный    | 307       | Жан-Батист Дортиньяк (FRA) | Луи Трусселье (FRA) |
| 7    | 22 июля | Тулуза — Бордо      | Равнинный    | 268       | Луи Трусселье (FRA)        | Луи Трусселье (FRA) |
| 8    | 24 июля | Бордо — Ла-Рошель   | Равнинный    | 257       | Ипполит Окутюрье (FRA)     | Луи Трусселье (FRA) |
| 9    | 26 июля | Ла-Рошель — Ренн    | Равнинный    | 263       | Луи Трусселье (FRA)        | Луи Трусселье (FRA) |
| 10   | 28 июля | Ренн — Кан          | Равнинный    | 167       | Жан-Батист Дортиньяк (FRA) | Луи Трусселье (FRA) |
| 11   | 30 июля | Кан — Париж         | Равнинный    | 253       | Жан-Батист Дортиньяк (FRA) | Луи Трусселье (FRA) |

### Общий зачёт
| №  | Гонщик                     | Спонсор                | Очки |
| -- | -------------------------- | ---------------------- | ---- |
| 1  | Луи Трусселье (FRA)        | Peugeot-Wolber         | 35   |
| 2  | Ипполит Окутюрье (FRA)     | Peugeot-Wolber         | 61   |
| 3  | Жан-Батист Дортиньяк (FRA) | Saving                 | 64   |
| 4  | Эмиль Жорж (FRA)           | JC Cycles              | 123  |
| 5  | Люсьен Пети-Бретон (FRA)   | JC Cycles              | 155  |
| 6  | Огюстин Ринжеваль (FRA)    | JC Cycles              | 202  |
| 7  | Поль Шове (FRA)            | Griffon                | 231  |
| 8  | Филипп Потра (FRA)         | JC Cycles              | 248  |
| 9  | Жюльен Метрон (FRA)        | Peugeot-Wolber/Griffon | 255  |
| 10 | Жульен Габори (FRA)        | JC Cycles              | 304  |